# توشیکی هیرانو
توشیکی هیرانو (انگلیسی: Toshiki Hirano؛ زادهٔ ۳ اکتبر ۱۹۵۳) پویانما، کارگردان تلویزیونی، کارگردان فیلم، و کارگردان پویانمایی اهل ژاپن است.